# 约瑟普·尤拉诺维奇
约瑟普·尤拉诺维奇（1995年8月16日—），克罗地亚男子足球运动员，场上位置是后卫，现效力于德甲俱樂部柏林聯。他是克羅地亞國家足球隊隊員；曾代表克罗地亚参加2020年欧洲足球锦标赛，结果队伍止步十六强赛。